# Sedekia Haukambe
Sedekia Haukambe (* 9. November 1985 in Windhoek, Südwestafrika) ist ein ehemaliger namibischer Fußballspieler. Der rechte Verteidiger spielte zuletzt 2020 beim westfälischen Landesligisten SuS Bad Westernkotten.

## Karriere
Haukambe begann in der Buschschule der Civics FC, dem Jugendinternat des Civics FC mit dem Fußballspielen. Er war Teil der U17-Nationalmannschaft. 2005 setzte er dann bei Black Africa seine Profi-Karriere fort und kehrte zur Saison 2007/08 zum Civics FC zurück, mit denen er in seiner ersten Saison die Meisterschaft in der Namibia Premier League gewann.
Im Sommer 2010 wechselte Haukambe nach Deutschland zum Westfalen-Landesligisten SC Herford. Nach einem Jahr und zehn Einsätzen ging er zum TuS Dornberg. Für den Bielefelder Stadtteilverein absolvierte Haukambe bis zum Jahr 2015 74 Ligaspiele und schloss sich dann dem FC Gütersloh 2000 an. Nach einer Saison verließ er den Verein aufgrund eines Kreuzbandrisses, doch bereits Anfang 2017 schloss er sich dem Verein wieder an.
Zur Saison 2017/18 ging Haukambe in die Landesliga Hannover zur SpVgg Bad Pyrmont. Ein Jahr später wechselte er in die Westfalenliga zum TSV Victoria Clarholz. Zur Saison 2019/20 schloss sich Haukambe dem Ligakonkurrenten SV Spexard an und zog nach einem halben Jahr zum Landesligisten SuS Bad Westernkotten weiter. Dort beendete er seine Karriere.